# إليوت بيري
إليوت بيري (بالإنجليزية: Elliot Perry)‏ مواليد 28 مارس 1969 في ممفيس، هو لاعب كرة سلة أمريكي معتزل. بدأ مسيرته الاحترافية في سنة 1991. تم اختياره من قبل فريق لوس أنجلوس كليبرز خلال الدرافت. يبلغ طوله 6 قدم 0 بوصة (1.8 م). حقق المركز الثاني في بطولة أمم الأمريكتين لكرة السلة 1989. اعتزل اللعب في 2002. أحرز خلال مسيرته في الإن بي إيه 3449 نقطة بمعدل 6.3 نقاط في المباراة الواحدة.

## المسيرة الاحترافية
لعب مع لوس أنجلوس كليبرز في سنة 1991، ثم لعب مع شارلوت هورنتس في موسم 1991–1992، ثم لعب مع فينيكس صنز من سنة 1994 إلى 1996، ثم لعب مع ميلووكي باكز من سنة 1996 إلى 1999، ثم لعب مع بروكلين نتس من سنة 1998 إلى 2000، ثم لعب مع أورلاندو ماجيك في سنة 2000، ثم لعب مع فينيكس صنز في موسم 2000–2001.

## الميداليات
| الميدالية | المسابقة                             |
| --------- | ------------------------------------ |
| فضية      | بطولة أمم الأمريكتين لكرة السلة 1989 |

## روابط خارجية
- إليوت بيري على موقع إن بي أي (الإنجليزية)
- إليوت بيري على موقع سبورتس رفرنس (الإنجليزية)
- إليوت بيري على موقع كرة السلة الأوروبية.كوم (الإنجليزية)
- إليوت بيري على موقع كلية كرة السلة في سبورتس رفرنس.كوم (الإنجليزية)
- إليوت بيري على موقع ريلجم (الإنجليزية)
- إليوت بيري على موقع بروبوليرز (الإنجليزية)
- إليوت بيري على موقع قاعة تينيسي للمشاهير الرياضية (الإنجليزية)